# 琉球処分

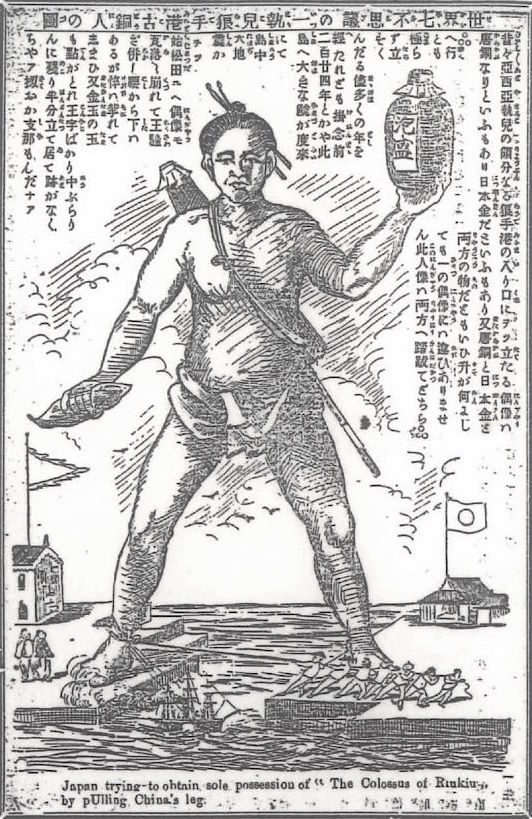
1879年5月24日付の團團珍聞に掲載された、「Japan trying to obtain sole possession of the "Colossus of Riukiu" by pulling China's leg（中国の足を引っ張って「琉球の巨像」を独占しようとしている日本）」というキャプションが付いた漫画。ロドス島の巨像を模した人物が、片足を中国に、片足を日本に置いて立ち、ラベルからわかるように琉球の泡盛が入った壺を持っている
。

琉球処分（りゅうきゅうしょぶん）、琉球併合（りゅうきゅうへいごう）、沖縄併合（おきなわへいごう）は、明治時代初期に日本の明治政府が琉球王国を清国の冊封体制から切り離して沖縄県として自国領に編入した政治過程である。
この過程において、1872年の琉球藩の創設に始まり、1879年の琉球王国の併合・解体、翌年末のユリシーズ・グラント元米大統領の仲介による清との外交交渉（分島問題）を経て、事実上、琉球王国は消滅した。また、1879年の出来事や変化だけを指して、より狭義に使われることもある。
琉球処分は、侵略、併合、国家統一、内政改革など、さまざまな特徴を持っている。

## 背景
江戸時代の初め、1609年の侵略により、琉球王国は日本の薩摩藩と朝貢国ー宗主国の関係を結び、その後250年以上にわたって徳川政権の事実上の首都である江戸に一連の使節団を派遣した。その一方で、中国とも冊封（朝貢）関係を続け、使節団の受け入れ（冊封使）と派遣（進貢使）を行っていた。この二重の地位は時に、「日支両属」という四字熟語で表される。このように、日本の他の地域に対する琉球の政治的地位は、少なくとも3つの点で例外的なものであった。すなわち、藩制度の一部を構成するが直接的ではなく、第二尚氏の国王によって統治され、鎖国政策にもかかわらず外国の大国と半自律的な外交関係を結んでいた。
1868年の明治維新後の数年間には、廃藩置県（琉球は当面鹿児島県の管轄）が行われただけでなく、国民国家の形成のために国境確定が重視されていた。その際に問題となったのが不明瞭な立場にあった琉球だった。1871年、清国台湾で難破した琉球人（宮古諸島出身者）数十人が虐殺された宮古島島民遭難事件を契機に、「分島問題」が本格的に表沙汰になった。事件をめぐる清との交渉が続いていた翌年5月、大蔵大輔の井上馨は、琉球は長らく薩摩に従属しており、「日本の管轄に戻す」ことで「祖国の単一制度」が可能になるとして、琉球の併合を提案した。

## 処分
1872年（明治5年）の正月、奈良原繁と伊地知貞馨は琉球に渡り、宮廷の役人と協議して、薩摩の島津氏に対する王国の旧債務を放棄することに合意した。そして7月、琉球政府は、明治維新の成功を祝う言葉を送るべきだと伝えられた。伊江王子と宜野湾親方（うぇーかた）が東京に正式に派遣され、9月初めに到着した。14日に明治天皇に謁見し、書簡（当初は「琉球国王尚泰」と署名されていたが、外務省との協議により「琉球国尚泰」と修正された）を提出し、天皇の演説を聞き、薩摩に長い間従属してきた歴史に言及した。また、天皇は外務卿（外務大臣）の副島種臣に詔書を読み上げさせ、その中で尚泰を（先に廃藩置県が行われたにもかかわらず）「琉球藩王」に昇格させた。グレゴリー・スミッツによれば、「厳密に言えば、琉球藩の設立が琉球処分の始まりだった」という。続いて2週間後には、1850年代に琉球とアメリカ、フランス、オランダとの間で結ばれた条約を、東京の政府が継承するという太政官布告が出された。

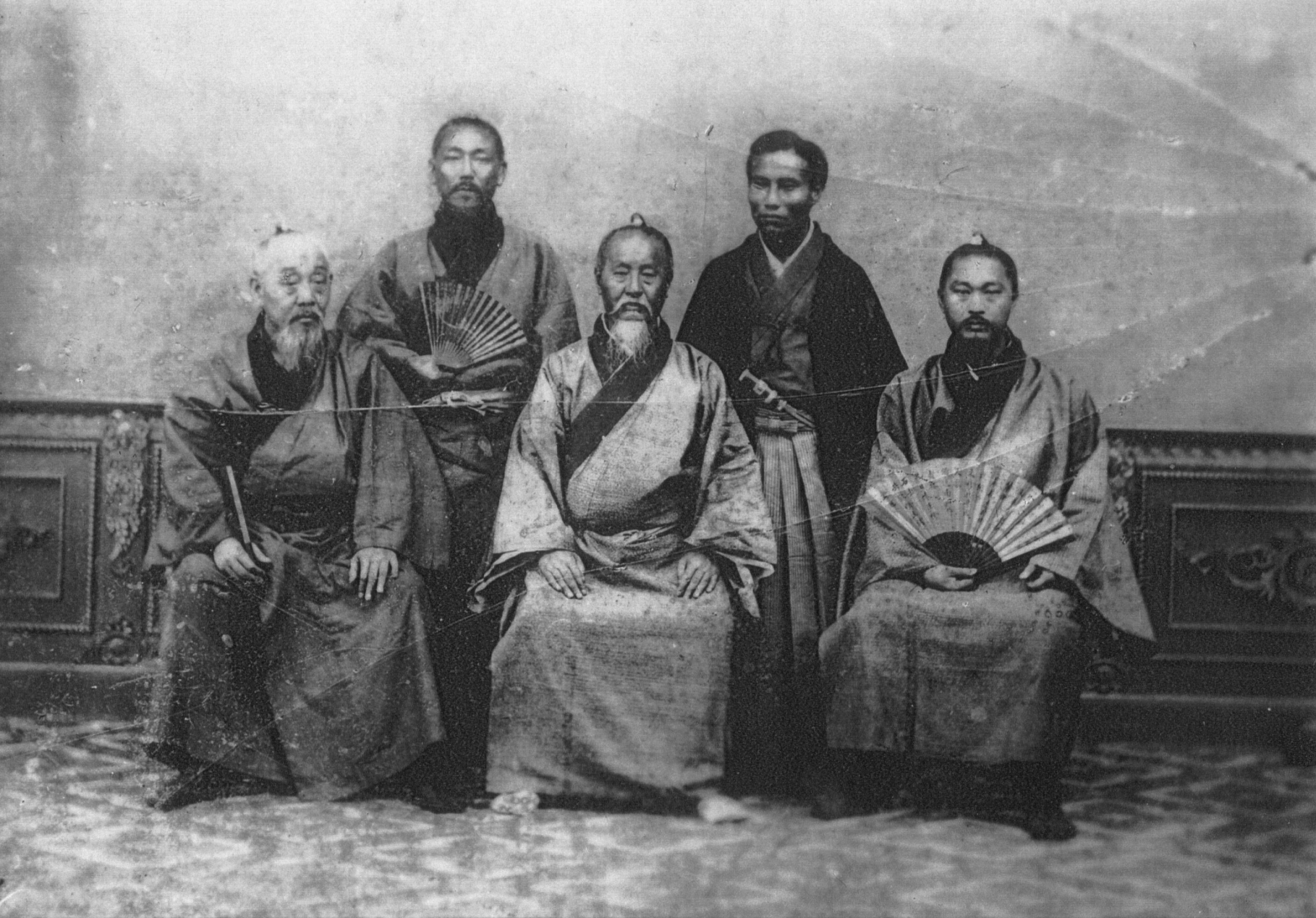
明治維新の成功を祝福するために琉球王国から派遣された使節。前列左から、宜湾朝保（宜野湾親方）、伊江王子、喜屋武親雲上朝扶（喜屋武朝徳の父）、後列左から、山里親雲上、外務省の役人

1874年5月、日本は台湾への懲罰的遠征を開始したが、同年10月31日の和平調停において、英国が調停役を務め、清は賠償金の支払いに同意しただけでなく、琉球人を「日本国属民」と称し、翌年、ギュスターヴ・エミール・ボアソナードはこの事実を「条約の最も幸福な結果」と表現した。一方、1874年7月12日には、琉球に関する責任が外務省から内務省に移された。1874年11月、琉球政府は進貢使を派遣したが、内務卿（内務大臣）の大久保利通はこれを批判して、「古い時代遅れの法律」に固執し、「道理」をわきまえない琉球藩の体質を改善するための方策を調査報告書にまとめ、藩の高官が東京に召還された。
1875年3月、日本政府は藩の「処分」を決定した。内務省の松田道之が処分官に任命され、70余名の使節と共に琉球に派遣された。7月14日、首里城に入った一行は、今帰仁王子（尚泰は体調不良）と面会し、9つの要求を提示した。(1)中国への朝貢・祝賀使節の派遣中止、(2)中国からの使節の接待中止、(3)日本の元号の採用、(4)新刑法施行のための東京への三役派遣、(5)藩政改革、階層改革、(6)十数名の留学生の東京派遣、(7)福建の琉球館廃止、(8)国王の東京訪問、(9)日本軍の駐屯地設置である。現地政府は、官吏・学生の派遣と最小限の駐屯地設置には同意したが、日本の元号の単独使用、（社会の違いを理由として）藩内改革、外交権の制限、（病気を理由として）尚泰の渡航には反対した。苛立った松田は、9月25日付けの三条実美太政大臣（首相）への報告書で、将来的に琉球藩を廃止して沖縄県を設置する可能性に言及した。
1876年（明治9年）9月、那覇港の近くに兵舎が完成し、熊本鎮台の兵士25人が配置された。その3ヵ月後、琉球藩は清に密使を派遣し、進貢使に対する日本の干渉に注意を喚起した。1878年、清の外交官何如璋が寺島宗則外務卿と2度にわたって会談し、琉球との外交関係が終わったことを訴えた。その数ヶ月前には、東京の琉球代表が、日本の扱いへの不満を訴え、援助を確保しようと、アメリカ、フランス、オランダの代表に密書を送っていた。また、「日本は父、中国は母」として、旧来の二重忠誠制度への復帰を求める嘆願書が日本政府に14通提出されたが、「二人の皇帝に仕えるのは、二人の夫に仕える妻のようなものだ」との答えが返ってきた。年末には、伊藤博文内務卿が藩を県に改めることを決定したため、琉球の役人は東京から追放され、東京の官舎も閉鎖された。

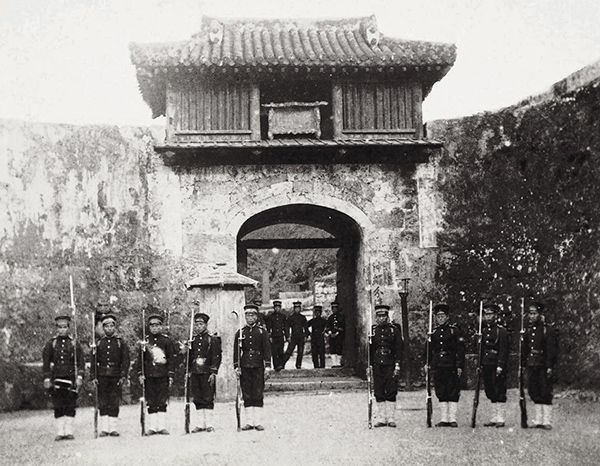
琉球処分時に、首里城の歓會門前に立つ日本政府軍

1879年1月、松田は再び琉球に渡り、首里で藩の役人と会い、三条実美からの清との国交断絶を求める書信を読み上げた。尚泰は手紙や役人を通じて、「年貢を納めず、祝儀を出さないと清から罰せられる」と回答し、「自分の立場の難しさを理解してほしい」と訴えた。1879年（明治12年）3月11日、松田は三条実美からもう一度琉球に行くよう指示を受けた。この時、松田は内務省官吏32名、その他の官吏9名に加えて、警察官160名、熊本鎮台の兵士300から400名を連れて行った。25日に那覇に到着した松田処分官は、その2日後に今帰仁王子に、月末に琉球藩を廃止して沖縄県を設置することを通知し、その日までに首里城を明け渡すように指示した。29日に国王は出発し、その2日後に松田は部下を引き連れて首里城に無抵抗で進軍した。
4月5日、太政官は読売新聞の一面で、琉球藩が廃止されて沖縄県が設置されたことを国民に発表した。その数日後、天皇は、尚泰の健康状態を調べさせ、旧国王に明治丸を預けて東京に招くために、富小路敬直を派遣したが、尚泰の病気は治らず、富小路は代わりに尚典を連れて帰った。さらに、清に介入する時間を与えるためか、数週間遅れて（琉球人の指導者たちが大陸に渡り、恭親王愛新覚羅奕訢から北京の日本省に手紙が送られ、清が琉球の主権を尊重していることを強調し、日本に計画を放棄するよう求めたが、「これは内政問題であり、他国が干渉する権利はない」との回答であった。）、5月27日、尚泰は東京に向けて出航し、天皇に謁見した後、華族の侯爵の地位に就いた。
しかし、スミッツが指摘するように、「琉球の主権問題は......国際的にはまだ解決していなかった」。清政府が併合に猛反発し、武力解決を主張するタカ派がそれに拍車をかけたことで、琉球問題は日清戦争を引き起こす重要な要因となった。1880年、日本は李鴻章の働きかけと、来日したユリシーズ・S・グラント元アメリカ大統領の仲介により、清と交渉を開始した。交渉は琉球諸島を日本と清との間で分割する方向で進められた。いわゆる分島問題である。日本は八重山諸島と宮古諸島という自国の領土の一部を引き渡す代わりに、日清修好条規を改正し、日本が清の国内で貿易を行い、最恵国待遇を受けることを提案し、清は奄美大島とその周辺の島々を日本に、沖縄を琉球国王に、八重山諸島と宮古諸島を清に渡した後、琉球国王に返還することを提案した。交渉は進展したが、年末になっても清は協定の批准を拒否し、現状維持が続いた。一方、明治政府は「清政府の抗議に対する日本の琉球諸島に対する主権の覚書」の中で、地理的、歴史的、人種的、言語的、宗教的、文化的な類似性を挙げて、主張の正当性を裏付ける数々の要因を提示し、廃藩置県によって琉球は改革され、中央政府の管理下に置かれる最後の国内領土であると述べた。沖縄内では、琉球王国の再興を求める親中派の「頑固党」と明治政府に同調する親日派の「開化党」が激しく対立したが、日清戦争での日本の勝利により、 長引く不満が解消された。

## 単語の後世への遺産
戦後、サンフランシスコ条約第3条に基づく琉球の地位、復帰交渉で沖縄代表が外されたこと、日本政府が交渉時の約束を守れなかったことなどに関連して、「琉球処分」という言葉が再使用された。佐藤栄作総理大臣は、復帰交渉に沖縄代表が参加していないことを理由に、新たな琉球処分に加担したとして国会で非難された。復帰2周年を迎えた沖縄タイムスは、これを「沖縄処分」と呼んだ。最近では、琉球新報の社説などで、沖縄の米軍基地問題に関連して「琉球処分」という言葉が使われている。

## 関連画像と記事

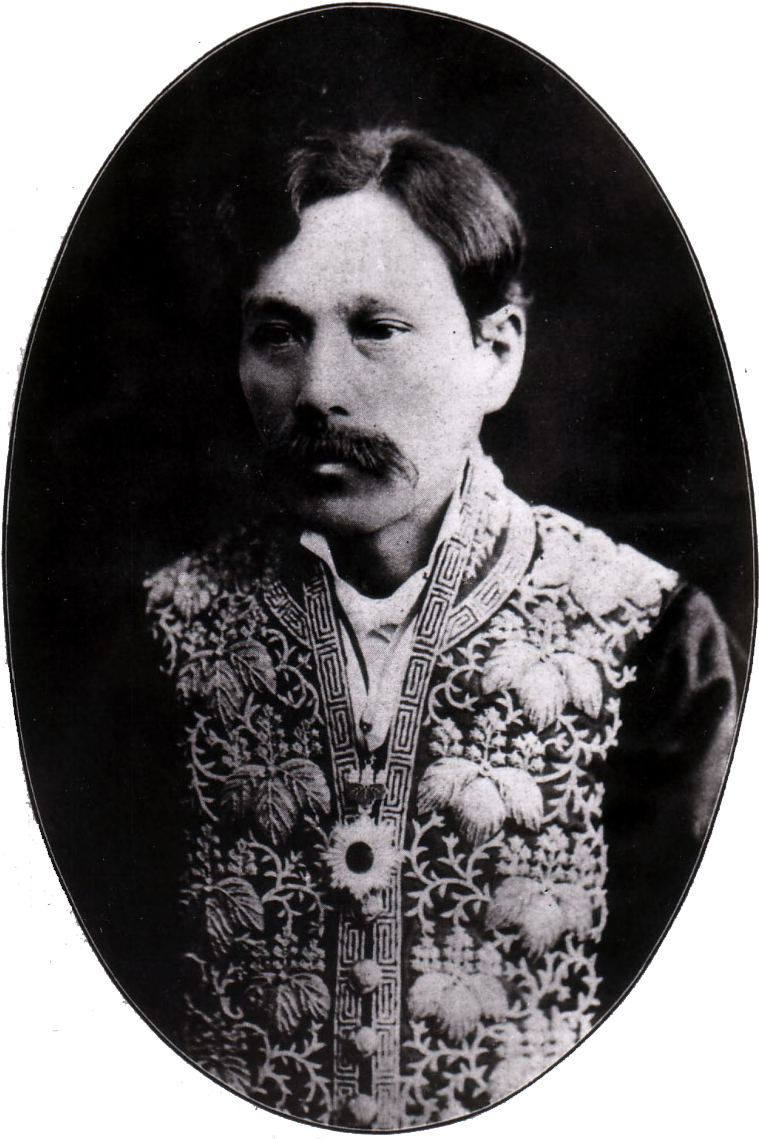
松田道之処分官
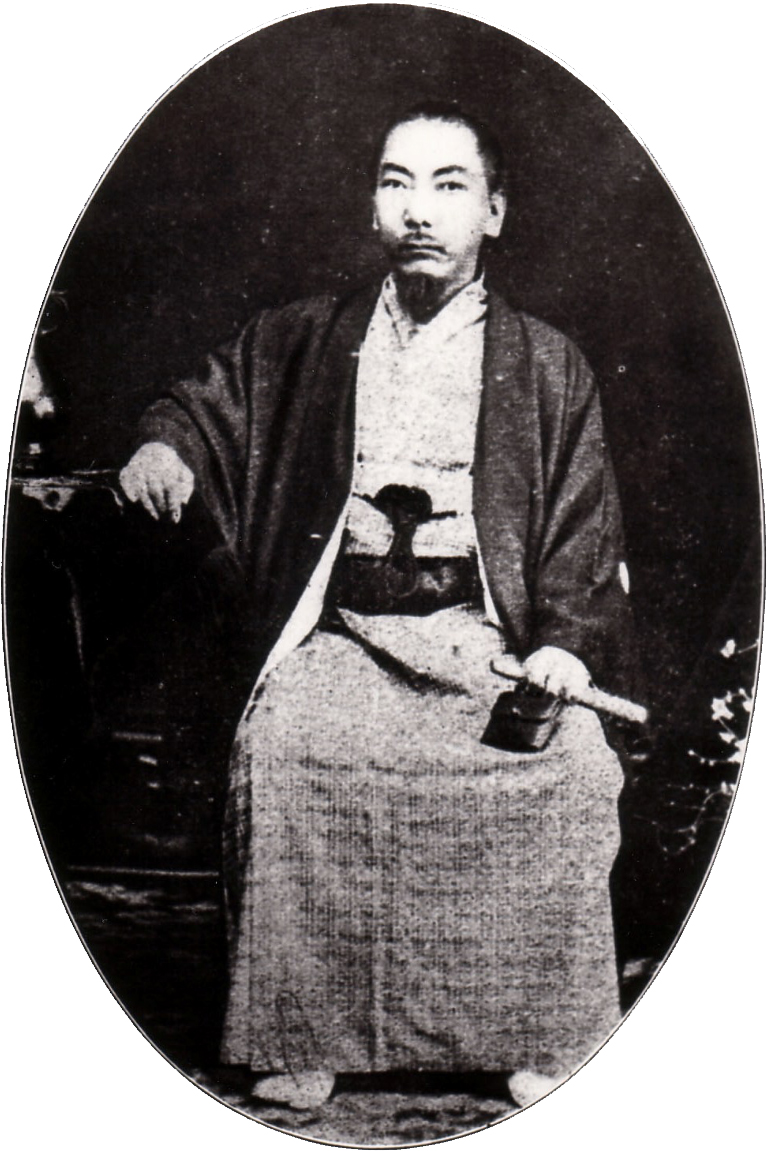
琉球王国の最後の王尚泰
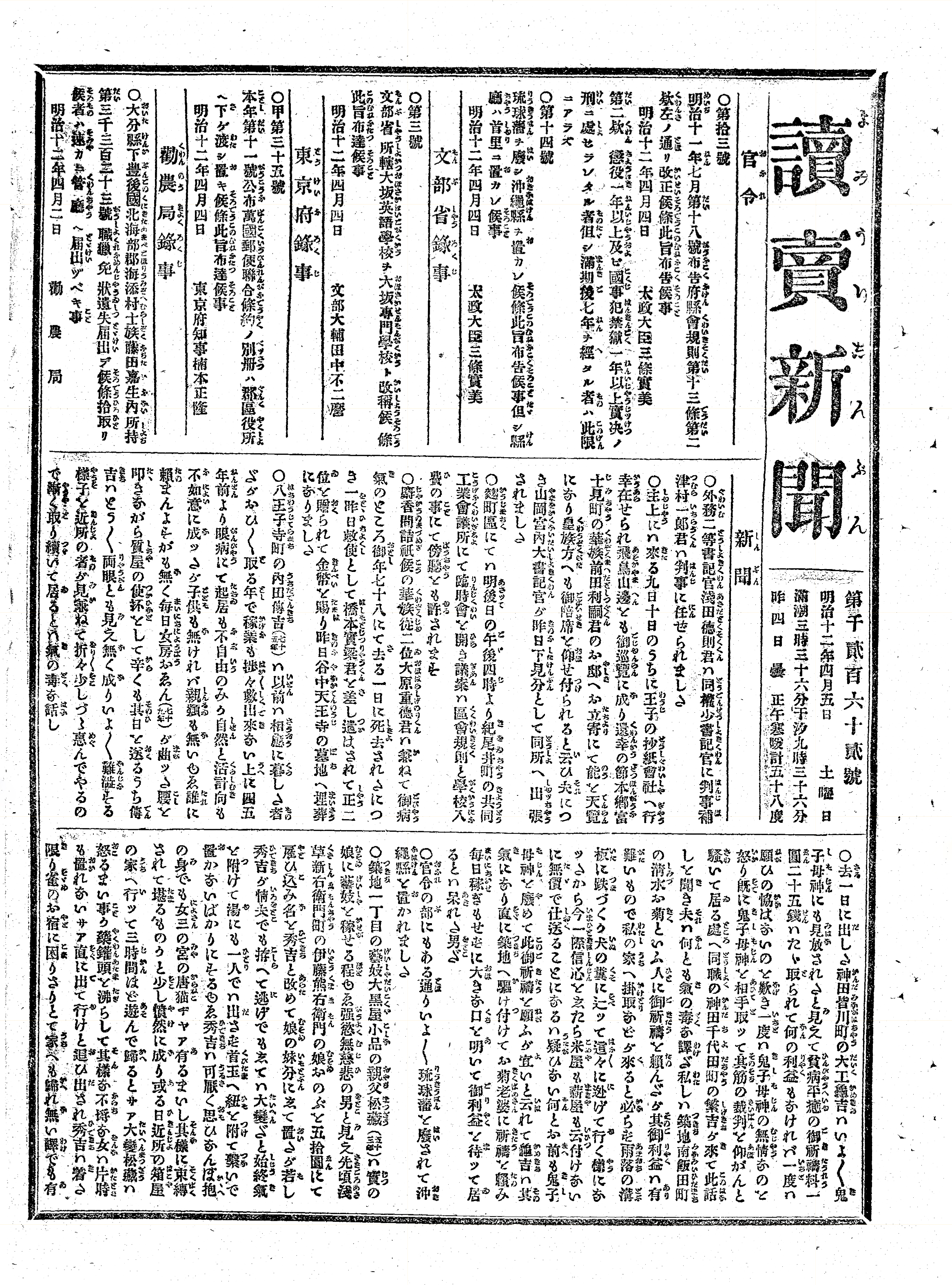
琉球藩廃止と沖縄県設置を告げる1879年4月5日付読売新聞の一面
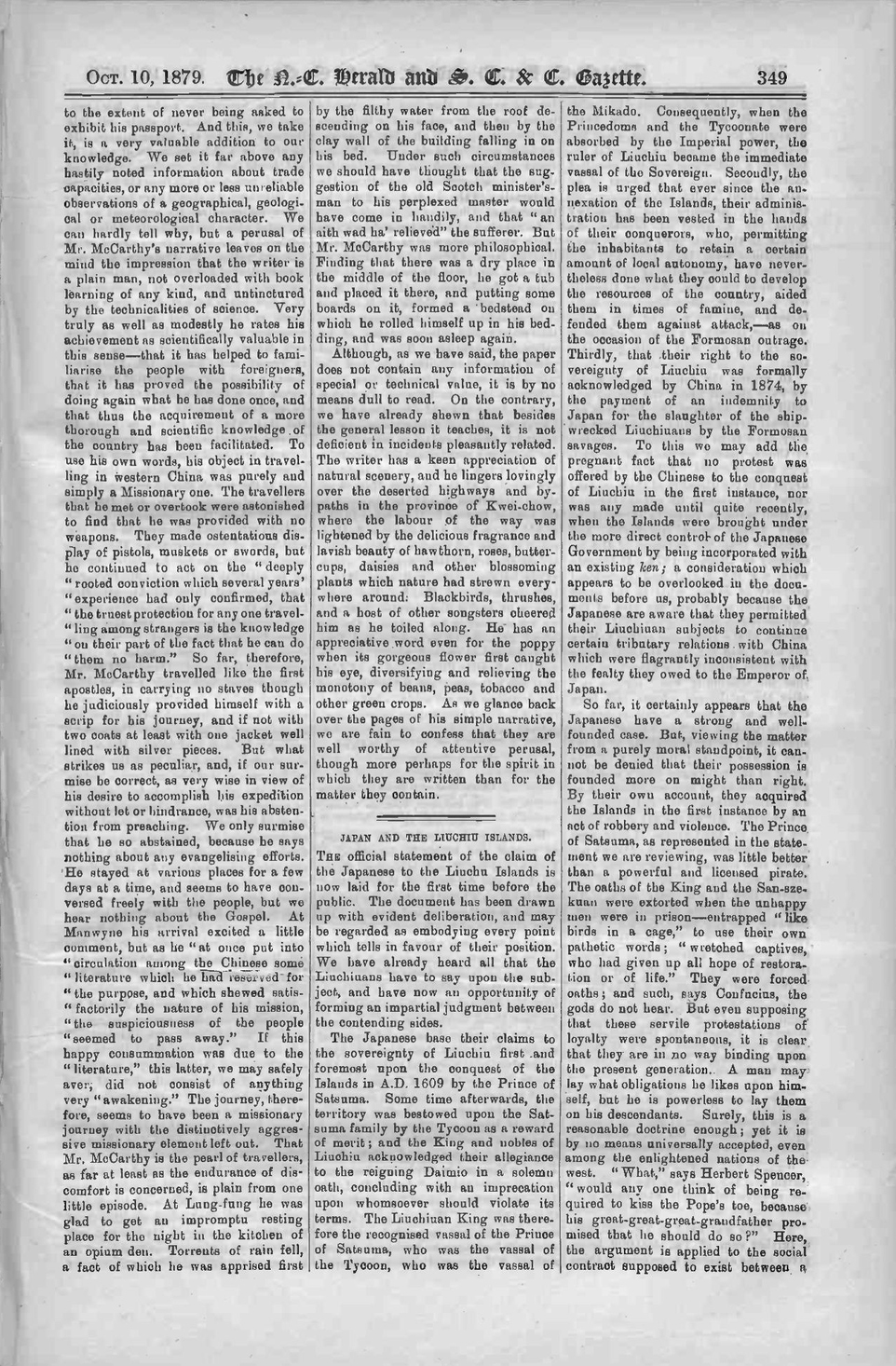
1879年10月10日付のノース・チャイナ・ヘラルド（英語版）に掲載された、日本の琉球諸島に対する「主張」に関する記事
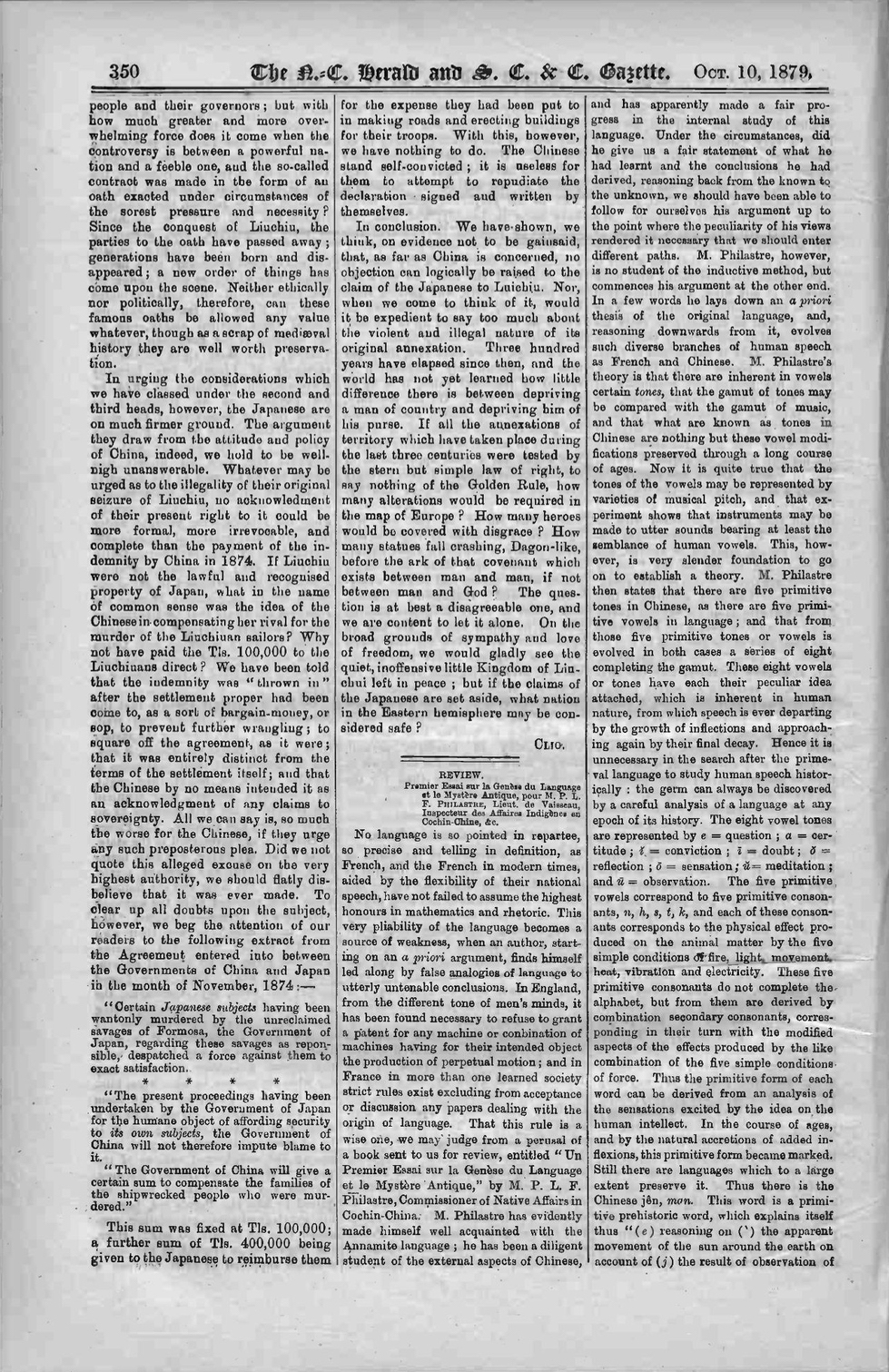
宮古島島民遭難事件に触れて続ける
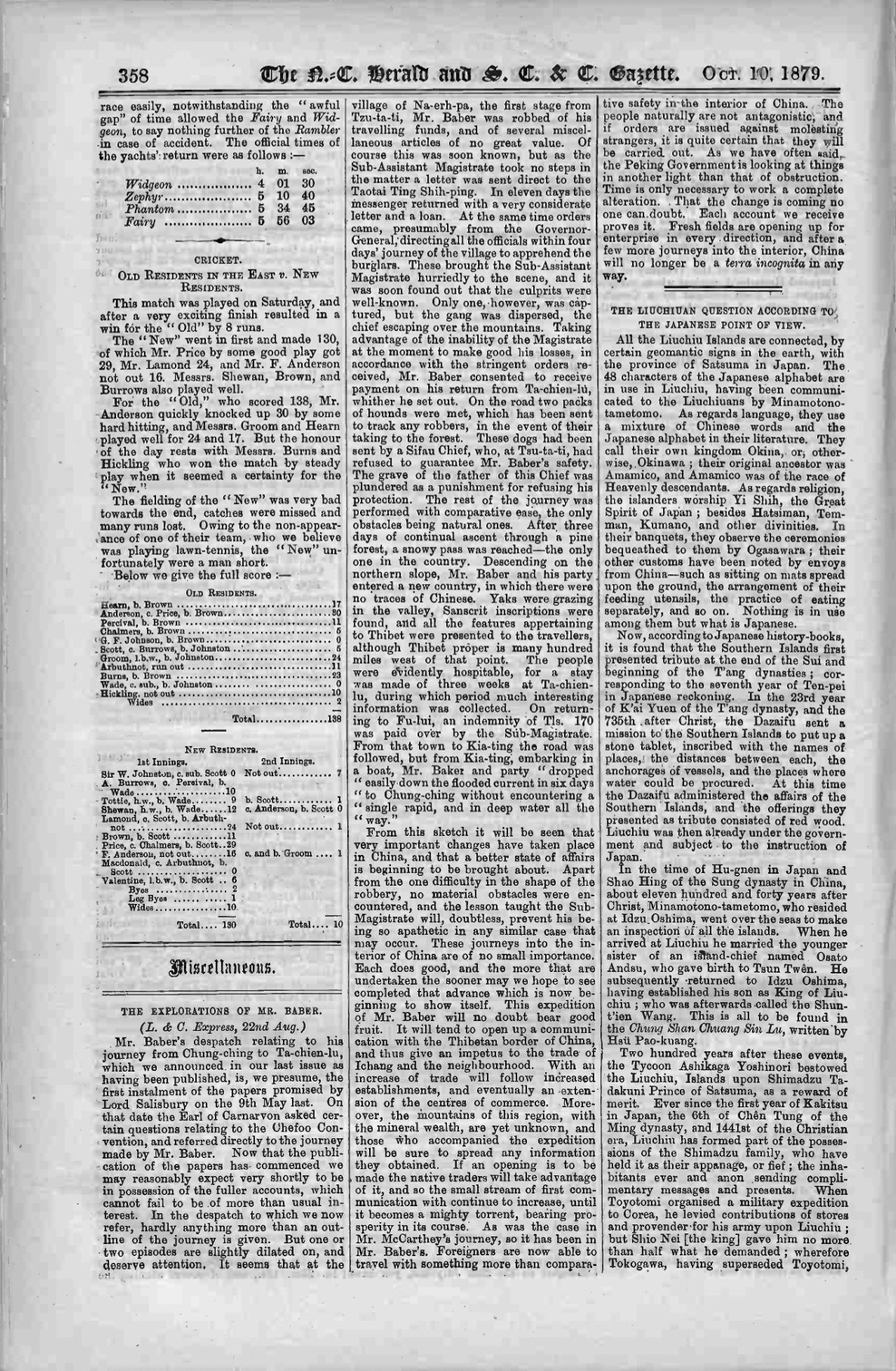
「日本から見た琉球問題について」と題し、同様に続ける
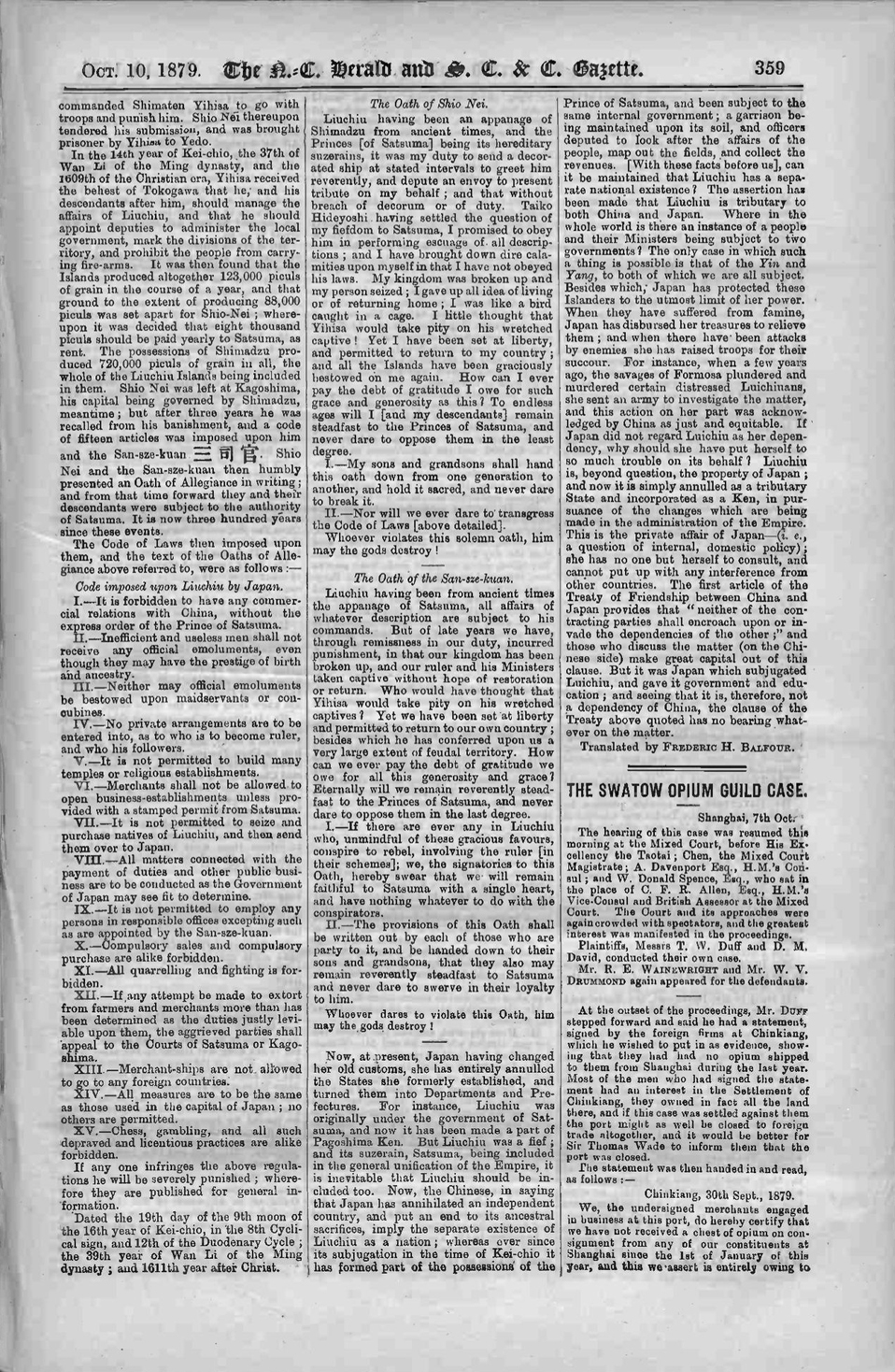
続いて、尚寧と三司官の起請文と掟十五条（1609年の侵攻後）の翻訳
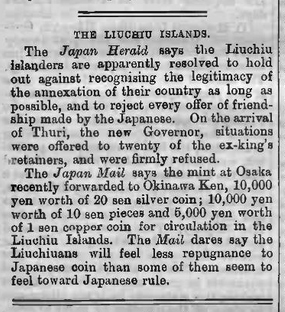
1週間後のノース・チャイナ・ヘラルドでの続報
沖縄本島の国絵図（重要文化財）（国立公文書館蔵）